# Trudy Rogger
Trudy Rogger (9 maart 1912) was een schaatsster uit Zwitserland. 

## Resultaten

### Wereldkampioenschappen
| Jaar | Jaar     | Plaats    | Resultaten  | Resultaten                                |
| ---- | -------- | --------- | ----------- | ----------------------------------------- |
| 1936 | Allround | Stockholm | 9e Allround | 15e 500 m 14e 1000 m 10e 3000 m 9e 5000 m |
| 1937 | Allround | Davos     | 4e Allround | 5e 500 m 5e 1000 m 4e 3000 m 4e 5000 m    |

### Zwitserse kampioenschappen
| Jaar | Resultaten                   | Resultaten                              |
| ---- | ---------------------------- | --------------------------------------- |
| 1934 | - Allround                   | 1e 500 m DNF 1000 m 1e 1500 m 1e 3000 m |
| 1935 | Wedstrijd niet georganiseerd | Wedstrijd niet georganiseerd            |
| 1936 | Wedstrijd niet georganiseerd | Wedstrijd niet georganiseerd            |
| 1937 | Allround                     | 1e 500 m 1e 1500 m 1e 3000 m            |
| 1938 | Allround                     | 1e 500 m 1e 1000 m 1e 3000 m 1e 5000 m  |
| 1939 | Allround                     | 1e 500 m 1e 1000 m 1e 3000 m            |

## Persoonlijke records
| Afstand    | Tijd    | Datum            | Baan  |
| ---------- | ------- | ---------------- | ----- |
| 500 meter  | 52,80   | 14 februari 1937 | Davos |
| 1000 meter | 1.48,40 | 30 januari 1937  | Davos |
| 1500 meter | 2.49,40 | 6 februari 1937  | Davos |
| 3000 meter | 5.52,20 | 6 februari 1937  | Davos |
| 5000 meter | 9.51,50 | 30 januari 1937  | Davos |